# Henri Orlandini
 (octobre 2024).
Pour les articles homonymes, voir Orlandini.
Henri Orlandini, né le 9 août 1955 à Laval-Pradel (Gard) et décédé le 19 juin 2016 à Alès, était un footballeur français évoluant au poste de gardien de but.

## Biographie

### Clubs
Formé au Nîmes Olympique, il commence sa carrière professionnelle lors de la saison de D1 1974-1975.
Il devient titulaire dans les cages nîmoises pour les saisons 1976-1977 et 1977-1978 à la suite du départ de Louis Landi.
Il perd sa place de numéro un pour la saison 1978-1979 au profit de Gérard Martinelli.
Il rejoint en 1980 l'Olympique d'Alès, avec qui il joue une saison de deuxième division en 1982-1983 sans parvenir à maintenir le club à ce niveau.
Par la suite, il intègre l'encadrement technique de l'Olympique d'Alès où il devient en 2006 et pour quelques semaines, l'entraîneur principal.
Il a également été l'entraîneur du Stade Saint-Barbe (SSB) club de La Grand-Combe pendant 10 ans.

### Sélection nationale
Après avoir participé aux Jeux méditerranéens de 1975 à Alger, il prend part aux Jeux Olympiques de 1976 et intègre une équipe composée entre autres de Patrick Battiston, Michel Platini et Jean Fernandez. Bien que première de son groupe durant les phases de groupes, la sélection se fait éliminer en quarts de finale sur un cinglant 4 buts à 0 infligé par les futurs vainqueurs, l'équipe est-allemande.
Âgé de 20 ans durant la compétition, il n'est pas titulaire dans les cages françaises. Elles étaient alors gardées par Jean-Claude Larrieu, 30 ans, et gardien à l'AS Cannes en 2e division.

### Palmarès
- Médaille d'argent aux Jeux méditerranéens de 1975 à Alger (équipe de France amateurs).

## École des Mines d'Alès
Après sa retraite sportive à l'OAC dans les années 80, Henri Orlandini est recruté par l'École des Mines d'Alès pour animer et développer le sport au sein de l'école. Il prend la présidence de l'Association sportive de l'école et entraîne notamment les équipes de rugby ou de football pendant plusieurs années. Il restera Responsable des sports des Mines d'Alès jusqu'en 2013. Il aura contribué largement aux nombreux succès d'Alès dans les championnats universitaires et au Cartel des Mines, le tournoi sportif inter-écoles des Mines.